# حمام مردانه حاج رحمت‌الله
حمام مردانه حاج رحمت‌الله  مربوط به دوره قاجار است و در اردکان، روستای ترک آباد، خیابان امام خمینی، کوچه حمام واقع شده و این اثر در تاریخ ۱ مهر ۱۳۸۲ با شمارهٔ ثبت ۱۰۴۲۴ به‌عنوان یکی از آثار ملی ایران به ثبت رسیده است.